# Operna kuća
Operna kuća je naziv za vrstu dvorane, odnosno zgrade ili prostora koji se rabi za izvođenje opernih te sličnih glazbeno-scenskih djela. Operne kuće mogu biti posebno osmišljene zgrade dizajnirane isključivo za izvođenje opera: imaju posebne cjeline i prostor za izvođenje scenskoga djela, npr. pozornicu, "rupu" za orkestar, gledalište za publiku, garderobe za izvođače, te posebne prostorije za spremanje kostima i ostalu logistiku. U novije se vrijeme operne kuće više ne grade kao zasebne zgrade, već se njihova uloga često arhitektonski osmišljava u sklopu raznih većih koncertnih dvorana ili kazališta.

## Galerija
- HNK u Zagrebu
- HNK u Splitu
- HNK u Osijeku
- HNK Ivana pl. Zajca u Rijeci
- La Scala
- La Fenice
- Markgrofovska opera u Bayreuthu
- Opera Garnier u Parizu
- Metropolitan Opera
- Sydneyska opera
- Boljšoj teatr
- Marijinski teatr
- Ukrajinska nacionalna opera
- Norrlandsoperan

## Vanjske poveznice
- [neaktivna poveznica]
- Jutarnji.hr – Inoslav Bešker: »Što možemo naučiti iz krize opernih kuća u Italiji?«  Arhivirana inačica izvorne stranice od 31. prosinca 2014. (Wayback Machine)
- Operabase.com – pregled svjetskih opernih aktualnosti i zanimljivosti (engl.) (tal.) (fr.) (njem.) (šp.) ...